# A Testemunha
Witness (br/pt: A testemunha) é um filme estadunidense de 1985, do gênero policial, dirigido por Peter Weir e baseado em história de Pamela Wallace, William Kelley e Earl W. Wallace.

## Enredo
A viúva Rachel e seu filho amish Samuel, de oito anos, pretendem viajar para Baltimore, mas na estação de trens da Filadélfia, o menino presencia o assassinato de um policial e reconhece outro policial como o assassino. Para protegê-los, John Book, o policial encarregado do caso, resolve levá-los de volta para a comunidade a que eles pertencem e que recusa os benefícios da vida moderna. Ao ser ferido pelos assassinos, o detetive precisa permanecer na comunidade até que se recupere e encontra dificuldades para se adaptar ao novo estilo de vida.
Ao final os suspeitos e John travam uma batalha final.

## Elenco
- Harrison Ford ....  detetive John Book
- Kelly McGillis ....  Rachel Lapp
- Josef Sommer ....  chefe Paul Schaeffer
- Lukas Haas ....  Samuel Lapp
- Jan Rubes ....  Eli Lapp
- Alexander Godunov ....  Daniel Hochleitner
- Danny Glover ....  detetive James McFee
- Brent Jennings ....  detetive Elton Carter
- Patti LuPone ....  Elaine
- Angus MacInnes ....  detetive 'Fergie'
- Frederick Rolf ....  Stoltzfus
- Viggo Mortensen ....  Moses Hochleitner
- John Garson ....  bispo Tchantz
- Beverly May ....  sra. Yoder
- Ed Crowley ....  Giluke

## Principais prêmios e indicações
Oscar 1986 (EUA)
- Venceu nas categorias de melhor montagem e melhor roteiro original.
- Indicado nas categorias de melhor filme, melhor diretor, melhor ator (Harrison Ford), melhor direção de arte, melhor fotografia e melhor trilha sonora.

Globo de Ouro 1986 (EUA)
- Recebeu seis indicações nas categorias de melhor filme - drama, melhor diretor, melhor ator - drama (Harrison Ford), melhor atriz coadjuvante (Kelly McGinnis), melhor roteiro e melhor trilha sonora.

BAFTA 1986 (Reino Unido)
- Venceu na categoria de melhor trilha sonora.
- Indicado nas categorias de melhor filme, melhor ator (Harrison Ford), melhor atriz (Kelly McGinnis), melhor fotografia, melhor roteiro original e melhor montagem.

Prêmio Eddie 1986 (American Cinema Editors, EUA)
- Venceu na categoria de melhor montagem em cinema.

Academia Japonesa de Cinema 1986 (Japão)
- Venceu na categoria de melhor filme estrangeiro.

Prêmio Edgar 1986 (Edgar Allan Poe Awards, EUA)
- Venceu na categoria de melhor filme.

Grammy Awards 1986 (EUA)
- Indicado na categoria de melhor álbum de trilha sonora original para cinema ou televisão.

Kansas City Film Critics Circle Awards 1986 (EUA)
- Venceu na categoria de melhor filme e melhor ator (Harrison Ford).